# Nazgûlové
Nazgûlové (Černá řeč Mordoru: názg prsten, gûl přízrak) jsou sluhové Temného pána Saurona v knižní trilogii Pán prstenů J. R. R. Tolkiena. Jsou také nazýváni Prstenové přízraky, Úlairi, Devítka nebo Černí (Temní) jezdci.

## Životopis

### Druhý věk
Devět Nazgûlů povstalo jako devět nejmocnějších a nejhroznějších služebníků Saurona ve Druhém věku. Říká se, že tři z nich byli původně „velkými pány“ Númenoru. Byli mocnými smrtelnými muži, kterým dal Sauron devět Prstenů moci. To se stalo jejich zkázou, neboť propadli kletbě a stali se pouhými otroky Sauronovy vůle:
Ti, kteří použili Devět prstenů, se stali mocnými za těch dnů, králi, čaroději a válečníky. Stali se slavnými a bohatými, ale to se obrátilo k jejich konci. Měli, jak je vidět, nekončící život, ale ten se pro ně stal nesnesitelným. Mohli chodit, pokud chtěli, neviděni očima v tomto světě pod sluncem a dělat věci, v tomto světě neviditelné smrtelníkům; ale příliš často viděli pouze iluze a lži Saurona. A tak jeden po druhém, dříve nebo později, podle své přirozené síly a dobré či zlé vůle v počátku, propadli moci prstenu, který nosili a dominanci Jednoho, který byl Sauronův. A tak se stali navždy neviditelnými pro všechny kromě toho, který nosil Prsten, a vstoupili do říše stínu. Byli Nazgûly, Prstenovými přízraky, nejhroznějšími sluhy Nepřítele; temnota šla s nimi a oni křičeli hlasem smrti.
The Silmarillion: „Of the Rings of Power and the Third Age“, 289
Síla prstenů způsobila, že jejich těla vybledla, až se stali úplnými přízraky. Jejich původní podoba se stala zcela neviditelnou pro oči smrtelníka. Jejich oči rudě plály jako oheň. Měli mnoho zbraní, dlouhé meče z oceli a ohně, dýky prokleté černou magií. Byli obklopeni aurou hrůzy, jež působila na živé. Jejich dech byl jedem a jejich křik šířil hrůzu a zoufalství.
Nazgûlové se poprvé objevili kolem roku 2251 Druhého věku. Po Sauronově pádu ve válce Posledního spojenectví elfů a lidí odešli za Sauronem do říše stínů a jejich těla vybledla a stali se stíny.

### Třetí věk
Do Středozemi se vrátili kolem roku 1300 T. v. Pán nazgûlů vedl válku Angmaru proti Dúnadanům na severu (Severní království). V roce 1975 T. v. byl poražen. Vstoupil do Mordoru a svolal ostatní nazgûly. V roce 2000 Pán nazgûlů oblehl a po dvou letech dobyl Minas Ithil. Získal také palantír (vidoucí kámen) z Minas Ithil. Z Minas Ithil učinil město nazgûlů a město bylo od té doby nazývalo Minas Morgul.

### Válka o prsten

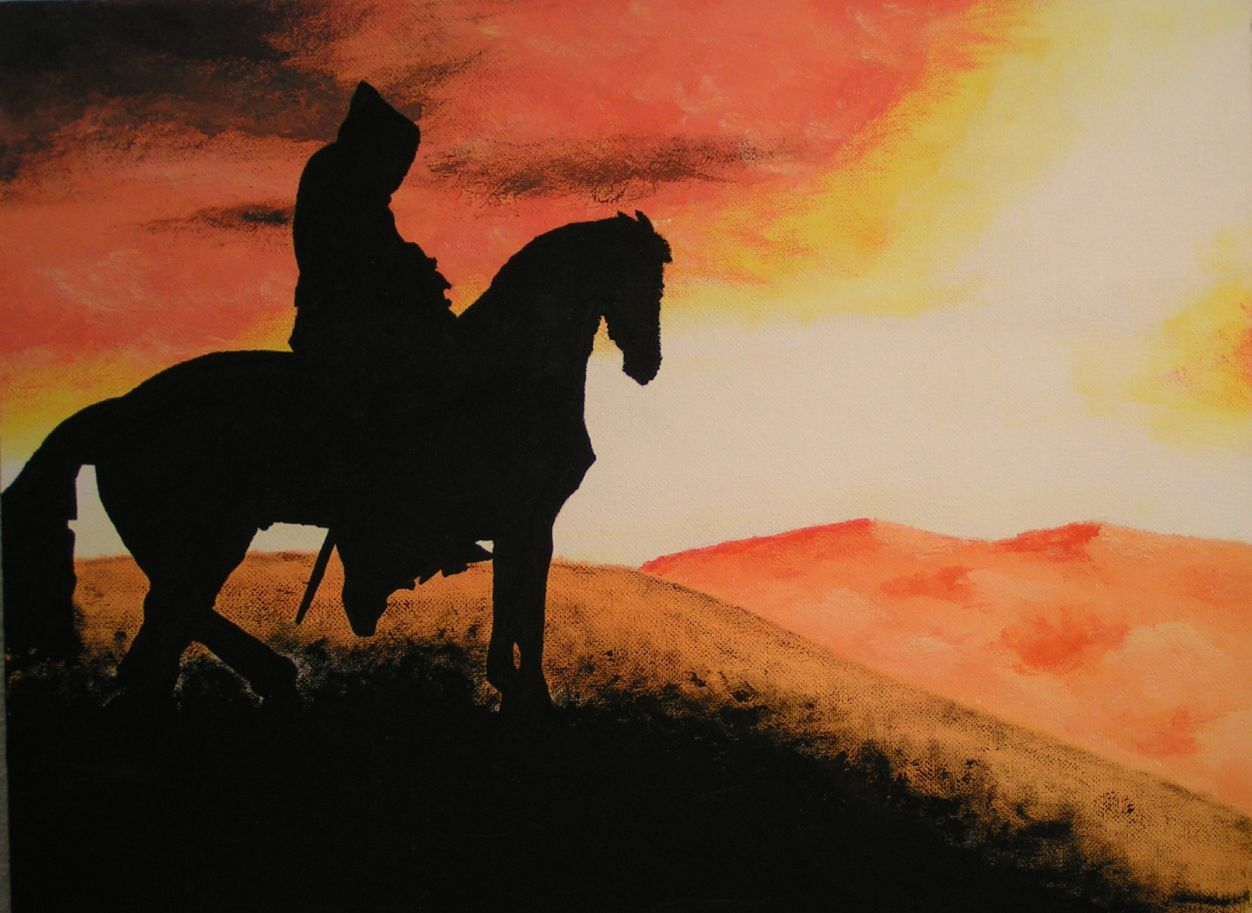
Jeden z jezdců Devítky

V roce 3017 nařídil Sauron Prstenovým přízrakům nalézt Jeden prsten. Převlečeni za jezdce v černém se vydali hledat nositele prstenu, ten jim však těsně před nosem proklouzl v Hůrce. Na Amon Sûlu jej Pán nazgûlů zranil morgulským nožem, ale byl zahnán Aragornem. Poslední šanci Devítka propásla, když byla spláchnuta rozvodněnou Bruinen. Ve filmu Petera Jacksona Pán Prstenů: Společenstvo prstenu povodeň přivolala Arwen, v knize tam vůbec nebyla (část její role převzal Glorfindel a spolu s Aragornem zahnal nazgûly do řeky) a povodeň byla reakce řeky na jejich zlo řízená Elrondem a vylepšená Gandalfem (Gandalf není příliš přesný, když to popisuje, ale je možné, že Elrond použil svůj prsten). Poté, co přišli o koně, začali nazgûlové létat na okřídlených stvůrách. Jednu z těchto stvůr sestřelil šípem Legolas u Sarn Athradu (Kamenného brodu). Ve válce o Prsten bojovali nazgûlové proti Gondoru. Pán nazgûlů byl zabit v souboji s Éowyn poté, co ho dýkou z Mohylových vrchů zranil Smíšek. Zbývajících osm přízraků pohltil oheň Hory osudu, když byl Jeden prsten vržen do ohně Hory osudu a tak zničen.

## Devět prstenů

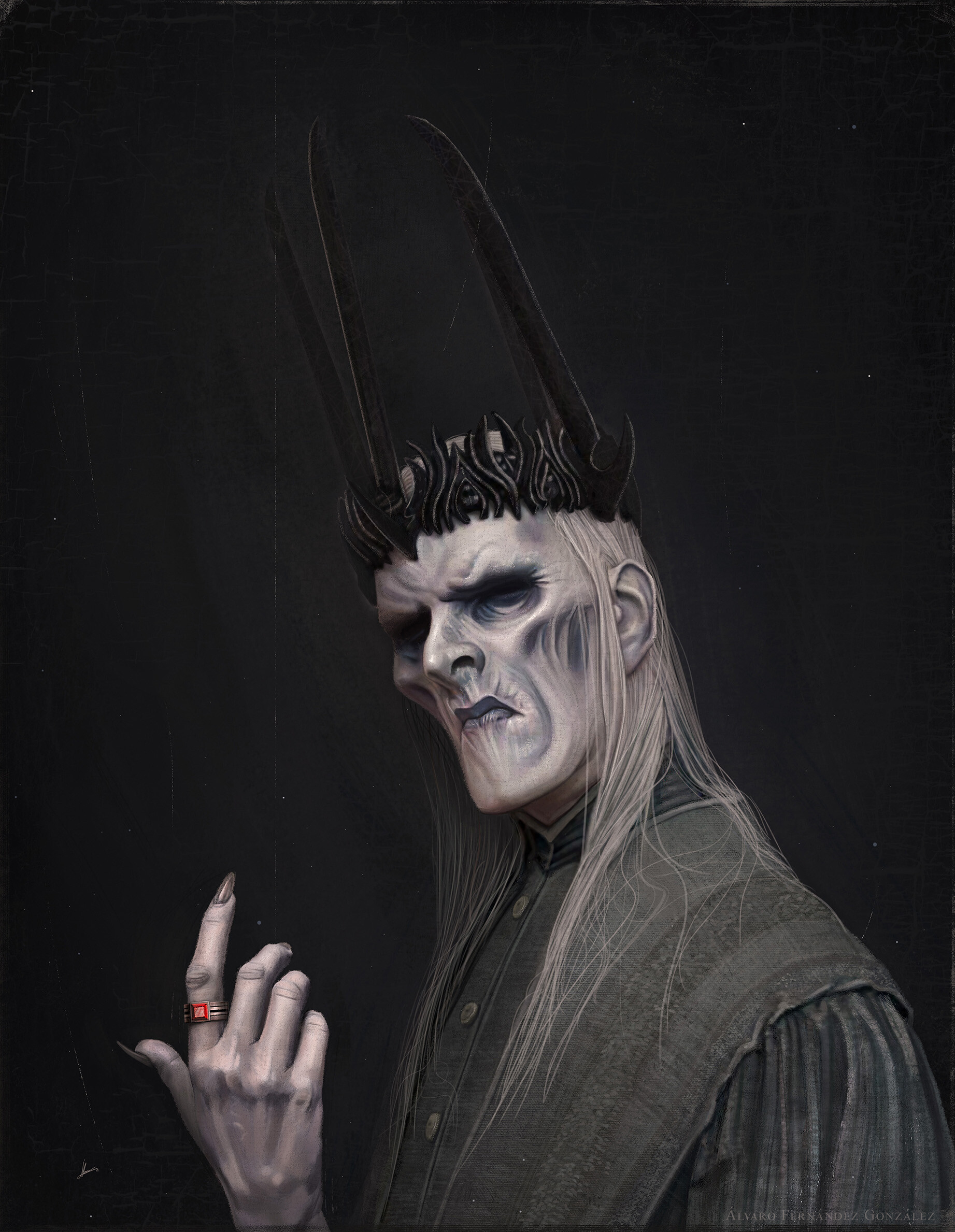
Černokněžný král Angmaru, autor Álvaro Fernández G.

Sauron se Devíti zmocnil poté, co dobyl Eregion. Prsteny (Devět) disponovaly schopností prodloužit život, učinit nositele neviditelným. Nedisponovaly však mocí vládnout živly a byly podrobeny kletbě Sauronova prstenu. Není jasné, zda nazgûlové měli prsten (v době války o Prsten) u sebe. Je možné, že je měl u sebe Sauron, aby jim mohl přímo rozkazovat. Po smrti Pána nazgûlů není zmínka o nalezení Prstenu moci v jeho ostatcích. Po zničení Vládnoucího prstenu Devět prstenů pravděpodobně zaniklo – spolu s přízraky je pohltil oheň Hory osudu nebo zanikly při pádu Barad-dûr. I kdyby se ale fyzicky zachovaly, stejně ztratily svou moc.